# Nederlandse elektriciteitsmarkt
Op de elektriciteitsmarkt in Nederland zijn verschillende soorten spelers actief. Dit zijn producenten van elektriciteit, leveranciers van elektriciteit, (groot)handelaren in elektriciteit en de netbeheerders. De netbeheerder is als nutsbedrijf verantwoordelijk voor het fysieke transport van elektriciteit. Op grond van de Europese richtlijn 96/92/EG is de netbeheerder in Europese landen monopolist in zijn regio. Hij moet een door de overheid gereguleerd tarief hanteren, het capaciteitstarief. In Nederland is dat met name doorgevoerd middels de Wet onafhankelijk netbeheer. Bedrijven en consumenten die zelf elektriciteit produceren kunnen dit tegen het teruglevertarief aan hun energiebedrijf terugleveren. 
Sinds 2024 hebben enkele  energieleveranciers besloten om zonnepanelenbezitters voor hun teruggeleverde elektriciteit te laten betalen, omdat extra onkosten gemaakt worden, onder andere door onbalans op het energienetwerk.

## Keten

Tijdlijn van de fusies en splitsingen van de verschillende provinciale, regionale en gemeentelijke energiebedrijven, elektriciteit én gas, in Nederland, 1986–2018

De waardeketen van de Nederlandse elektriciteitsmarkt bestaat uit verschillende partijen:
- De producenten van elektriciteit. Zij wekken stroom op. Dit zijn energiebedrijven, maar ook particulieren of overige bedrijven met bijvoorbeeld eigen zonne-installaties.
- TenneT, de beheerder van het landelijk hoogspanningsnet voor spanningen van 110 kV en hoger, aandelen voor 100% in handen van overheid.
- De regionale netbeheerders. Zij beheren de midden- en hoogspanningsdistributienetten (10 tot 110 kV) en het lichtnet.
- De programmaverantwoordelijke (PV-Partij). Zij kopen de stroom in voor de leverancier en hebben een leveringsplicht.
- De meetbedrijven (MV-meetverantwoordelijken). Zij meten het daadwerkelijke verbruik conform de Meetcode.
- De leveranciers. Zij leveren stroom aan de klanten, zowel particulieren als bedrijven.

De Directie Toezicht Energie van de Autoriteit Consument en Markt (ACM), houdt toezicht op de markt.

### Producenten
Elektriciteit wordt grotendeels centraal opgewekt in elektriciteitscentrales. In 1886 werd de eerste elektriciteitscentrale in gebruik genomen in Kinderdijk bij Rotterdam. De installatie bestond uit een stoommachine met een vermogen van 59 kW die met steenkool werd gestookt. Aan de machine waren twee dynamo’s gekoppeld van ieder 7,5 kilowatt (kW). Meer gemeenten volgden dit initiatief met eigen energiebedrijven en deze fuseerden tot regionale en provinciale energiebedrijven. In 1949 besloten de productiebedrijven van elektriciteit samen te werken, de N.V. Samenwerkende Elektriciteits-Productiebedrijven (SEP) werd opgericht met als belangrijke taak de aanleg van het hoogspanningsnet die de diverse netten met elkaar moest verbinden. Elk productiebedrijf bleef wel verantwoordelijk voor de stroomopwekking binnen het eigen werkgebied.
Na de Tweede Wereldoorlog nam de productie van elektriciteit sterk toe. Tussen 1946 en 1974 steeg deze gemiddeld met zo'n 10% per jaar en alle stroom kwam uit grote centrales. Vanaf de tweede helft van de jaren zeventig neemt de decentrale opwekking een hoge vlucht, het aandeel in de totale productie steeg van zo'n 10% naar circa 40% in 2015. In de Elektriciteitswet van 1989 staat de wens van schaalvergroting centraal. Voor de producenten wordt een minimum opgesteld vermogen van 2500 megawatt (MW) genoemd met een consolidatiegolf tot gevolg waarbij kleine en lokale producenten op gingen in grotere bedrijven. In 1997 waren de grote vier producenten EPON, UNA, EZH en EPZ. Hiervan zijn er drie door buitenlandse bedrijven overgenomen, met uitzondering van EPZ. De grootste producenten in Nederland zijn Vattenfall (overname NUON), RWE (overname Essent), Engie (overname EPON nog door Electrabel), CCI, PZEM, EDF, Eneco en E.ON.
In 2008 werd in Nederland 104 terawattuur (TWh) aan elektriciteit opgewekt. Hiervan was 91,5 TWh afkomstig uit centrales die fossiele (met name steenkool en gas) brandstoffen verstookten, bijna 4 TWh door de kerncentrale bij Borssele en 9 TWh uit duurzame energiebronnen zoals biomassa, wind en zon. In 2013 was dit laatste gestegen naar 11,8 TWh, wat ongeveer 10,1% van het totale elektriciteitsverbruik in Nederland was.

### Inkoop
De "programmaverantwoordelijke" of PV-partij is verantwoordelijk voor het in balans houden van de in- en verkoopvolumes van de elektriciteit.
De PV-partij kan elektriciteit op verschillende wijzen in- of verkopen:
1. De elektriciteitsbeurs. Nederland heeft twee officiële elektriciteitsbeurzen, de Endex en de APX. Op de Endex worden futures gecleared. Dit zijn contracten met een vaste termijn voor langere tijd. De APX is een spotmarkt: er wordt gehandeld in uur-prijzen. Voor elke dag wordt voor elk uur van de dag een aparte prijs vastgesteld.
2. Onderling. Handelaren in elektriciteit kunnen hun elektriciteit ook onderling verhandelen, buiten de markt om. Dit kunnen zij direct met de tegenpartij doen, of via een broker. Dit wordt over-the-counter (OTC) genoemd. Een broker is een bedrijf dat handelaren bij elkaar brengt. Tegenwoordig gaat de handel via brokers altijd via computersystemen. De handelaar betaalt geld om van dit systeem gebruik te kunnen maken. De handelaar kan op een computerscherm aanbod en vraag volgen, en kan zo handelen op de markt.
3. Centrales. Sommige elektriciteitsleveranciers zijn tevens eigenaar van een elektriciteitscentrale. Zij kunnen hun elektriciteit dus intern inkopen. Wel komen er steeds meer commerciële producenten op de markt.
4. Buitenland. Het Nederlandse elektriciteitsnet staat in verbinding met België, Duitsland, Engeland en Noorwegen. Via deze netten staat het in verbinding met de rest van het Europese elektriciteitsnet. Deze verbindingen hebben slechts een beperkte capaciteit, grenscapaciteit. Deze grenscapaciteit wordt elke dag geveild. Omdat elektriciteitsprijzen grote verschillen kennen in Europa, kan het winstgevend zijn om elektriciteit in te kopen in het buitenland, ondanks de extra kosten van de grenscapaciteit.

De drie markten, Nederland, België en Frankrijk zijn sinds januari 2007 op de APX aan elkaar gekoppeld, de koppeling met het Duitse net heeft vertraging.

### TenneT
TenneT is de landelijke netbeheerder oftewel de Nederlandse Transmission System Operator TSO. Vanaf 1 januari 2008 beheert TenneT het Nederlandse hoogspanningsnet vanaf 110 kV en hoger. Ze stelt het net op onpartijdige wijze beschikbaar voor elektriciteitstransporten en waarborgt de noodzakelijke balans tussen vraag en aanbod in Nederland.

### PV-partij
Tussen de netbeheerder en de leverancier staat de programmaverantwoordelijke (of "PV-partij"). Deze partij is verantwoordelijk voor de inkoop van elektriciteit. De PV-partij draagt al het prijsrisico. Het verbruik van de consument moet op elk moment gelijkstaan aan het ingekochte verbruik. Mocht er een verschil tussen verbruik (en/of verkoop) en productie (en/of inkoop) ontstaan, dan ontstaat er een situatie van onbalans. De Nederlandse landelijke netbeheerder TenneT verrekent elke onbalans financieel. In feite heeft elke aansluiting onbalans doordat het individuele verbruik niet te voorspellen is. Maar als groep hebben alle Nederlandse consumenten een vrij voorspelbaar verbruik.
De PV-partij valt niet noodzakelijkerwijs onder dezelfde groep als de leverancier. Bij de grote leveranciers is dit wel het geval, maar bij de kleinere over het algemeen niet. Zo is bijvoorbeeld PVNED een PV-partij waar meerdere leveranciers gebruik van maken, en die niet 100% eigendom is van een van zijn klanten (leveranciers).

### Leverancier
De leverancier levert uiteindelijk de elektriciteit aan de consument, en is verantwoordelijk voor de inkoop hiervan. Hij is ook verantwoordelijk voor service naar de klant. Voor de Elektriciteitswet 1998 had de consument geen keuze, de stroom kwam van het distributiebedrijf die in de woon- of vestigingsplaats actief was. Hierin kwam stapsgewijs een verandering. Eerst kregen de allergrootste afnemers de vrijheid hun eigen leverancier te kiezen, de middelgrote afnemers kunnen dit vanaf 1 januari 2002 en de kleinverbruikers vanaf op 1 januari 2007. Deze wijziging is mogelijk gemaakt door een duidelijke splitsing van de prijs voor de geleverde elektriciteit en het gebruik van de kabels voor het transport van centrale naar de klant. De toezichthouder is de Energiekamer (voormalige Directie Toezicht Energie), een onderdeel van de Autoriteit Consument en Markt (ACM).
De leverancier koopt zijn elektriciteit altijd in bij een programmaverantwoordelijke (PV-partij). Bij de grote energieleveranciers (Essent, Vattenfall, Eneco) zijn de leverancier en de PV-partij eigendom van dezelfde groep. Kleinere leveranciers, zoals oxxio, greenchoice en UnitedConsumers, zoeken een eigen PV-partij. De leverancier bepaalt welke PV-partij hij inschakelt, de consument heeft dus geen keuze. De leverancier verdient geld door de marge tussen de in- en verkooprijs van elektriciteit.

#### Contracten
Er zijn drie belangrijke contractvormen:
1. Een vaste prijs voor een bepaalde termijn.
2. Een klik-contract. De leverancier spreekt geen prijs af met de consument, maar biedt de mogelijkheid om de elektriciteit op een bepaald moment vast te klikken, tegen de dan geldende marktprijs, met een "opslag" om de kosten en de winst van de leverancier te dekken.
3. Het APX-contract. Hierbij heeft de klant een tarief dat per uur verschilt. Uiteindelijk wordt hier ten behoeve van de facturering een gemiddelde van gemaakt.

Verder bieden leveranciers ook combinaties tussen deze contracten aan.

### Berichtenverkeer
Netbeheerder, leverancier, meetbedrijf en programma verantwoordelijken (PV-partijen) moeten constant gegevens uit hun bestanden synchroniseren. Tussen de partijen moet bijvoorbeeld overeenstemming bestaan wiens klant iemand is. Dit is nodig om onbalans te voorkomen. Onbalans kan ontstaan doordat meerdere producenten energie produceren voor één klant (afnemer) of omdat niemand energie produceert voor een klant. Als een klant (afnemer) een contract met een nieuwe leverancier afsluit, verstuurt de nieuwe leverancier een geautomatiseerd bericht naar de netbeheerder, de PV-partij en de oude leverancier. Ook andere gegevens zoals meetdata en stamdata moeten onderling gecommuniceerd worden.
Dit "berichtenverkeer" gaat op basis van het unieke 18 cijferige nummer van de aansluiting, de EAN-code. Synchronisatie van gegevens gaat na het Stroomopwaarts-programma met berichten in open XML: Edine. Doordat de databestanden gestandaardiseerd zijn, kan het vergelijken grotendeels automatisch gaan. De uitwisseling van deze bestanden verloopt voor alle marktpartijen via Energie Data Service Nederland (EDSN). EDSN is een organisatie die in opdracht van de regionale netbeheerders, TenneT en GTS werkt op het gebied van de centrale marktfacilitering voor de energiesector. Marktfacilitering omvat met name het uitwisselen en beheren van gegevens en het onderhouden van relevante afgesproken standaarden in de Nederlandse energiemarkt.

### Meetbedrijf
Een meetbedrijf registreert het daadwerkelijk afgenomen energieverbruik. Grootverbruikers moeten conform de meetcode een Meetbedrijf aanwijzen dat namens hen meet. Grootverbruikers mogen zelf bepalen welk meetbedrijf namens hen meet. Het meetbedrijf registreert en valideert per locatie (per EAN) het verbruik en geeft dit door aan de netbeheerder. De netbeheerder gebruikt deze informatie voor haar afrekening met de eindgebruiker en levert de informatie door aan de energieleverancier. Deze stelt haar facturen eveneens op basis van deze informatiestroom op. Kleinverbruikers hebben geen keuzevrijheid: de meetinrichting valt bij hen altijd onder verantwoordelijkheid van de netbeheerder.

### Registersynchronisatie
Naast het normale berichtenverkeer vergelijken partijen eens in de maand hun volledige klantenbestand, genaamd "registersynchronisatie". Dit is noodzakelijk omdat het berichtenverkeer alleen mutaties synchroniseert, en niet ongewijzigde data. De partijen sturen elkaar de databestanden via een formaat genaamd Datastorm, uploaden het in hun computersysteem en kunnen binnen seconden zien over welke klanten geen overeenstemming bestaat. Mocht bij het synchroniseren blijken dat er geen overeenstemming is, dan moeten de partijen onderling onderhandelen wiens klant iemand is. Dit is een bijzonder tijdsintensief proces, omdat het per geval opgelost moet worden. Normaliter gaat dit door het vergelijken van de contracten met de partijen. Tegelijkertijd kunnen de kosten van fouten in een klantenbestand bijzonder groot zijn als het gaat om een grote afnemer.

## Terugleververgoeding
Bedrijven en particulieren kunnen ook een terugleververgoeding krijgen voor de energie die zij terugleveren. Zij dienen deze te verkopen aan een PV-partij, via een leverancier. Bedrijven en particulieren kunnen energie opwekken op verschillende manieren. Onder andere door zonnepanelen, het verbranden van biomassa (bijvoorbeeld bij fokkerijen) en een Warmte-Kracht-Koppeling (WKK). De grootste teruglevering in Nederland vindt plaats door de glastuinbouw. Meestal is het patroon van teruglevering zeer onregelmatig, omdat de consument ook een deel consumeert. Dit maakt het moeilijk om teruglevering te verkopen tegen een goede prijs. Sommige leveranciers staan alleen teruglevering toe als de teruglevering plaatsvindt op een aparte aansluiting. Bij een kleinverbruikersaansluiting (max. 3 x 80A) is de terugleververgoeding wettelijk gelijk aan de prijs die betaald moet worden voor de verbruikte elektriciteit; dit heet salderen. Dit geldt tot maximaal het eigen verbruik (in 2008 was dat nog 3000 kWh). Salderen is geregeld in de elektriciteitswet.

## Im- en export van elektriciteit
In Nederland wordt minder elektriciteit opgewekt dan verbruikt. Per saldo wordt er meer ingevoerd dan uitgevoerd. Volgens de gegevens van TenneT, de landelijke netbeheerder, werd in 2015 zo'n 30,7 TWh geïmporteerd en 22,0 TWh geëxporteerd. In 2020 werd voor het eerst sinds vele jaren meer geëxporteerd (22,4 TWh) dan ingevoerd (19,8 TWh).
Het Nederlandse elektriciteitsnet is aangesloten op de netwerken van de buurlanden. Naar België wordt, met uitzondering van 2011, meer elektriciteit uitgevoerd dan ingevoerd. De verbinding met Engeland is sinds het tweede kwartaal 2011 operationeel en sindsdien is de export naar Engeland hoger dan de import. Vanuit Duitsland wordt elk jaar meer ingevoerd dan uitgevoerd. De handel met Noorwegen vindt plaats sinds 2008 en sindsdien is de import vanuit Noorwegen bijna altijd hoger dan de export naar dat land.

### Landverbindingen
Nederland heeft zes verbindingen over het land met de buurlanden. Met Duitsland zijn er vier: bij Doetinchem, Meeden, Hengelo en Maasbracht. Via twee hoogspanningslijnen bij Maasbracht en Borssele is er aansluiting met het Belgische net. De nieuwste, vierde verbinding met Duitsland heeft TenneT eind 2018 in gebruik genomen. Deze verbinding loopt tussen Doetinchem en het Duitse Wesel.

### Zeeverbindingen
Er is een elektriciteitsverbinding aangelegd tussen Nederland en Noorwegen, de NorNed-kabel. Deze kabel is een gelijkstroomverbinding met een vermogen van 700 MW en is in mei 2008 in gebruik genomen. De zeekabel heeft grote voordelen voor de Nederlandse elektriciteitsmarkt, omdat de elektriciteitsprijzen in Noorwegen normaal gesproken lager zijn dan in Nederland. Met name tijdens de nachturen kan de prijs in Noorwegen ook hoger liggen dan in Nederland. Dit is een gevolg van de vele waterkrachtcentrales met reservoirs die Noorwegen telt. Hierdoor is het prijsverschil tussen dag - en nachturen in Noorwegen veel lager dan in Nederland. De NorNed-kabel maakt dus een efficiëntere inzet van elektriciteitscentrales mogelijk. Daarnaast verhoogt de kabel de leveringszekerheid.
Aan een verbinding met Groot-Brittannië (BritNed-kabel, 1000 MW) werd sinds eind 2008 gewerkt, en deze is 1 april 2011 in gebruik genomen.
In september 2014 viel het besluit een derde zeekabel aan te leggen, deze met Denemarken (COBRA-kabel, 700 MW), en in februari 2016 werd de bouwopdracht verstrekt. Januari 2017 begon de aanleg van de verbinding met het slaan van de eerste paal voor het Nederlandse omzettingsstation in de Eemshaven. Vanaf september 2019 is deze 'groene kabel' Denemarken beschikbaar voor het transport.

## Toezichthouder
Het toezicht was een taak van de Energiekamer van de NMa. Vanaf 1 april 2013 valt het toezicht op de energiesector onder de Autoriteit Consument en Markt (ACM).

## De markt in cijfers
het CBS heeft informatie verzameld vanaf 1940 over de Nederlandse markt. De cijferreeks over de bruto productie, dit is alle opgewekte elektriciteit waarbij geen rekening is gehouden met het verbruik van de installaties tijdens het opwekken, gaat terug tot 1940. Bij de netto productie is dit verbruik wel in mindering gebracht. De in- en uitvoer betreft de handel in stroom met het buitenland. Tijdens het fysieke transport van de elektriciteit gaat een klein deel van de stroom verloren, verder worden er meetfouten gemaakt en zijn er andere factoren die onder de distributieverliezen worden gerekend. Het netto verbruik is de netto productie plus de invoer en minus de uitvoer en de distributieverliezen.
| Jaar | Bruto productie | Netto productie | Invoer | Uitvoer | Distributie- verliezen | Netto verbruik |
| ---- | --------------- | --------------- | ------ | ------- | ---------------------- | -------------- |
| 1940 | 3.777           | -               | -      | -       | -                      |                |
| 1950 | 7.417           | -               | 51     | 7       | -                      |                |
| 1960 | 16.516          | -               | 156    | 38      | -                      |                |
| 1970 | 40.859          | -               | 27     | 368     | -                      |                |
| 1980 | 64.834          | 62.068          | 511    | 818     | 2.135                  | 59.626         |
| 1990 | 71.892          | 69.403          | 9.678  | 472     | 3.065                  | 75.544         |
| 2000 | 89.246          | 85.768          | 22.947 | 4.031   | 4.082                  | 100.602        |
| 2010 | 118.150         | 114.369         | 15.584 | 12.808  | 4.464                  | 112.681        |
| 2015 | 110.211         | 105.731         | 30.760 | 22.012  | 5.264                  | 109.215        |
| 2020 | 123.278         | 119.838         | 19.773 | 22.433  | 4.744                  | 112.434        |
| 2023 | 121.413         | 118.212         | 19.547 | 25.206  | 4.869                  | 107.684        |

Ongeveer een vijfde van het netto verbruik komt van huishoudens. Deze groep afnemers liet een bescheiden maar gestage groei zien van 18 miljard kWh in 1995 naar 23 miljard in 2013. Vervolgens zette een daling in: In 2022 verbruikten huishoudens volgens het CBS nog maar 15,5 TWh elektriciteit. Tegelijkertijd werd er in 2022 7,6 TWh zonnestroom op daken van huishoudens opgewekt.
Lag het verbruik in het midden jaren negentig nog rond de 2800 kWh per huishouden, in 2006 was het zo'n 3100 kWh en in 2020 lag het op ongeveer 3500 kWh.